# Brokenhearted (Brandy)
Brokenhearted è un singolo della cantante statunitense Brandy, pubblicato nel 1995 ed estratto dall'album Brandy.
Il brano vede la partecipazione di Wanya Morris, membro del gruppo Boyz II Men.

## Video
Il videoclip della canzone è stato diretto da Hype Williams e girato presso l'Oheka Castle, castello situato sull'isola di Long Island.

## Tracce
- CD

1. Brokenhearted (Soulpower Mix) – 4:49
2. Brokenhearted (Soulpower Groove Mix) – 4:47
3. Brokenhearted (Acoustic Mix) – 5:18
4. Brokenhearted (LP Version) – 5:52